# كريستيان دوبيه
كريستيان دوبيه هو لاعب هوكي الجليد كندي، ولد في 25 أبريل 1977 في شيربروك في كندا.

## وصلات خارجية
- كريستيان دوبيه على موقع دوري الهوكي الوطني (الإنجليزية)
- كريستيان دوبيه على موقع قاعة مشاهير الهوكي (لاعب أن.إتش.أل) (الإنجليزية)
- كريستيان دوبيه على موقع EliteProspects.com (الإنجليزية)
- كريستيان دوبيه على موقع Eurohockey.com (الإنجليزية)
- كريستيان دوبيه على موقع HockeyDB.com (الإنجليزية)
- كريستيان دوبيه على موقع Hockey-Reference.com (الإنجليزية)